# Sphagnum nemoreum
Sphagnum nemoreum là một loài rêu trong họ Sphagnaceae. Loài này được Scop. mô tả khoa học đầu tiên năm 1772.